# Louis Cretey

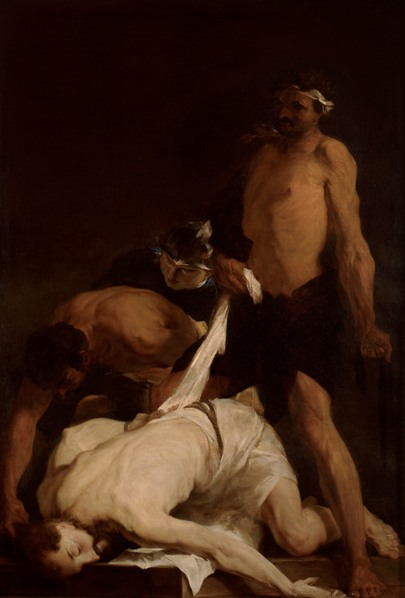
Le Christ déposé après la Flagellation, huile sur toile, 171 × 118 cm, Marseille, musée des Beaux-Arts.

Louis Cretey, autrefois connu sous le nom erroné de Pierre-Louis Cretey, né vers 1635 à Lyon, et probablement mort à l'Hôpital de Bicêtre, autrefois dépendant de la paroisse de Gentilly, le 30 octobre 1713, est un peintre français baroque ayant travaillé en France et en Italie.

## Biographie

### Jeunesse et premier séjour romain
On connaît peu de choses de ses premières années sinon qu'il naît entre 1630 et 1635 ou en 1637 à Lyon, où son père, André Cretey, est un peintre établi dans la paroisse Saint-Pierre-le-Vieux, et qu'il y reçoit une éducation soignée. Il a probablement fréquenté un collège, et c'est dans l'atelier de son père qu'il apprend le métier de peintre. Comme il est courant parmi les peintres de l'époque, il entreprend un voyage en Italie afin de perfectionner son art par l'étude des sujets antiques et des grands ensembles de la Renaissance. On sait que Cretey se trouve à Rome en tant que peintre du début des années 1660 (sa présence dans la ville éternelle est attestée pour la première fois en 1661) à 1679 ou peut-être 1681. Il a néanmoins fait des aller-retours entre Rome et Lyon durant cette longue période, et on le retrouve à Parme en 1669. À Rome, il se forge une réputation et est apprécié et protégé par d'éminents collectionneurs comme la famille de mécènes des Boscoli, le comte Francesco Maria Carpegna et le cardinal Giuseppe Renato Imperiali. Celui-ci possédait six tableaux de Cretey à sa mort en 1737. En 1671, il peint son seul tableau signé et daté de sa main, le Marsyas et Olympos conservé au musée de Sens. Sa production romaine semble avoir été importante, et l'on retrouve encore aujourd'hui plusieurs tableaux de sa main dans les collections publiques de la ville. La dernière mention de sa présence à Rome date de 1679.

### Retour à Lyon

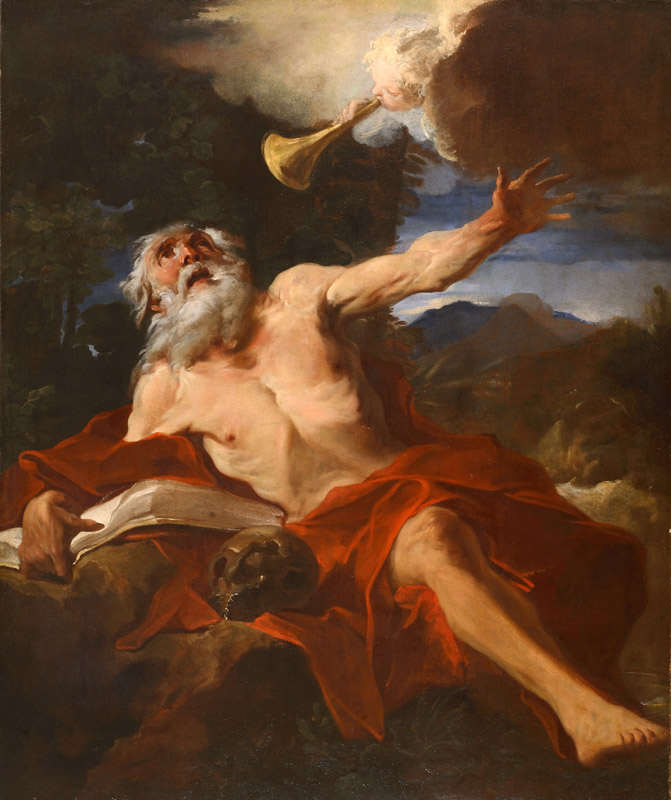
La Vision de saint Jérôme, huile sur toile, 150,5 × 127 cm, collection particulière.

Il retourne ensuite en France, où il poursuit sa carrière dans sa ville natale de Lyon (où sa présence est attestée en 1681), déjà fort d'une certaine renommée acquise grâce à son séjour italien, renommée qui s'accroît au cours des années 1680 grâce à son travail de peintre d'histoire ainsi que pour ses sujets religieux. Ceux-ci sont le plus souvent des commandes pour la décoration d'autels, comme La Route d'Emmaüs, qui se trouve toujours dans l'église Sainte-Blandine de Lyon. Ses peintures sont de plus en plus appréciées des particuliers qui lui commandent nombre de petits formats ou bien la décoration de leurs demeures. Il participe par exemple à la décoration de la salle des États du château de Sassenage, près de Grenoble, pour laquelle il peint deux toiles vers 1683. C'est à cette époque qu'il devient le plus proche collaborateur de Thomas Blanchet, peintre officiel de la ville de Lyon, travaillant avec lui à la décoration de demeures privées et d'édifices publics de Lyon et sa région, notamment à l'ancien palais de Justice de Lyon, dit « palais de Roanne », vers 1686-1687. De 1684 à 1686, il participe à la décoration du réfectoire de l'abbaye de Saint-Pierre-les-Nonnains de Lyon (abritant aujourd'hui le musée des beaux-arts de Lyon) en peignant une série de peintures décorant les extrémités de la salle (La Multiplication des pains et La Cène) et les trois lunettes (L'Assomption, L'Ascension et Le Prophète Élie). Les deux peintures monumentales aux extrémités est et ouest de la salle montrent des personnages violemment éclairés contre des arrière-plans sombres, traduisant l'influence de la peinture pré-baroque vénitienne de la fin du XVIe siècle, notamment de la manière du Tintoret, et surtout celle des ténébristes italiens du XVIIe siècle et leur chiaroscuro particulièrement violent, comme en témoigne la claire dominante ombrée des deux œuvres. Elles comptent parmi les chefs-d'œuvre de Cretey et demeurent les plus grandes toiles qu'il ait jamais peintes. Avec la complicité de l'abbesse Antoinette de Chaulnes, il décore également la salle du chapitre de l'abbaye de Saint-Pierre-les-Nonnains de Lyon d'un ensemble de sept tableaux figurant des femmes fortes de l'Ancien Testament. Il est possible qu'au sein de cet important ensemble, considéré jusqu'alors comme perdu, ait figuré Déborah exhortant Barak à combattre les armées de Sisara, acquis par dation par le musée du Louvre, puis déposé au musée des Beaux-Arts de Lyon,,.

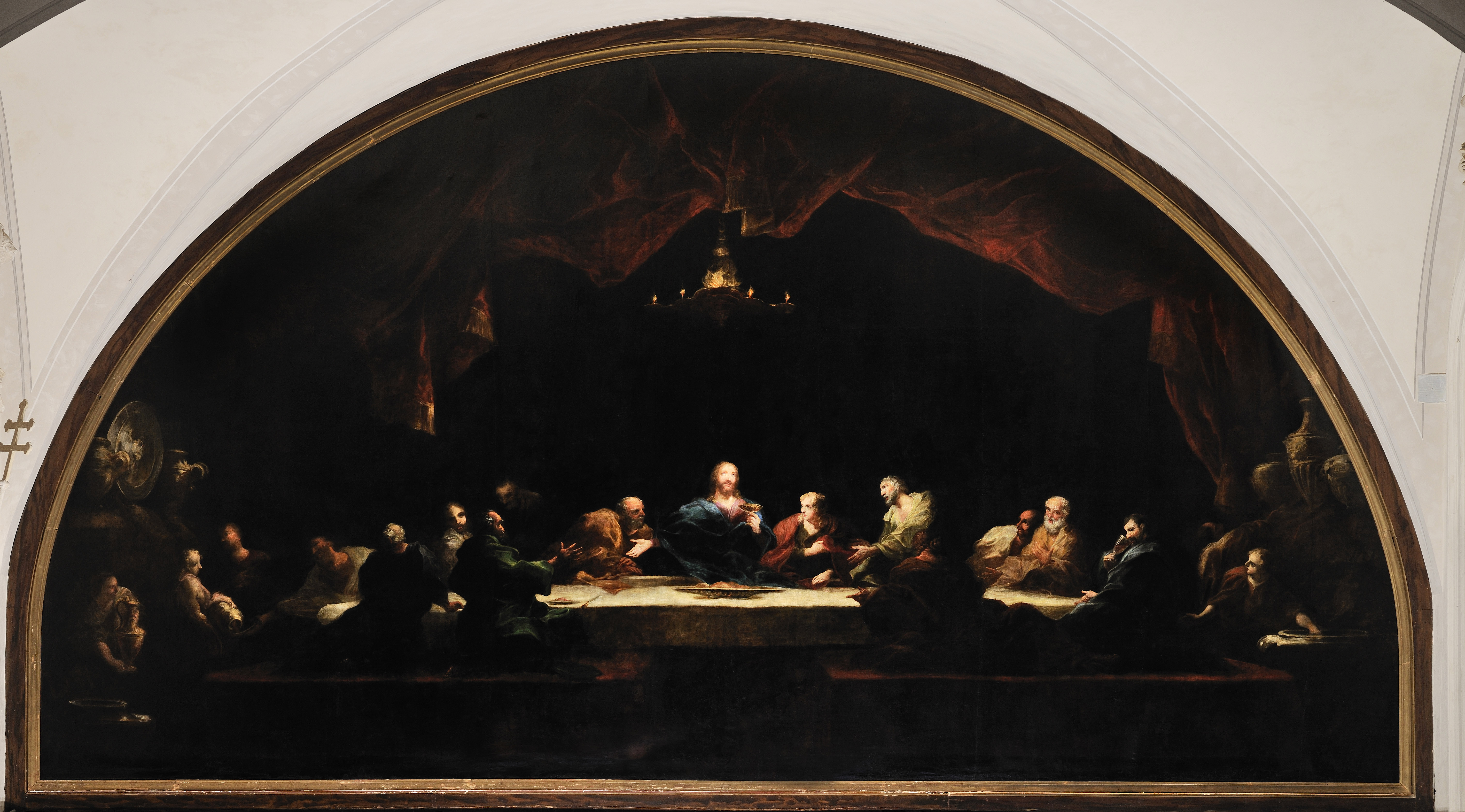
La Cène, Louis Cretey (vers 1680-1696).
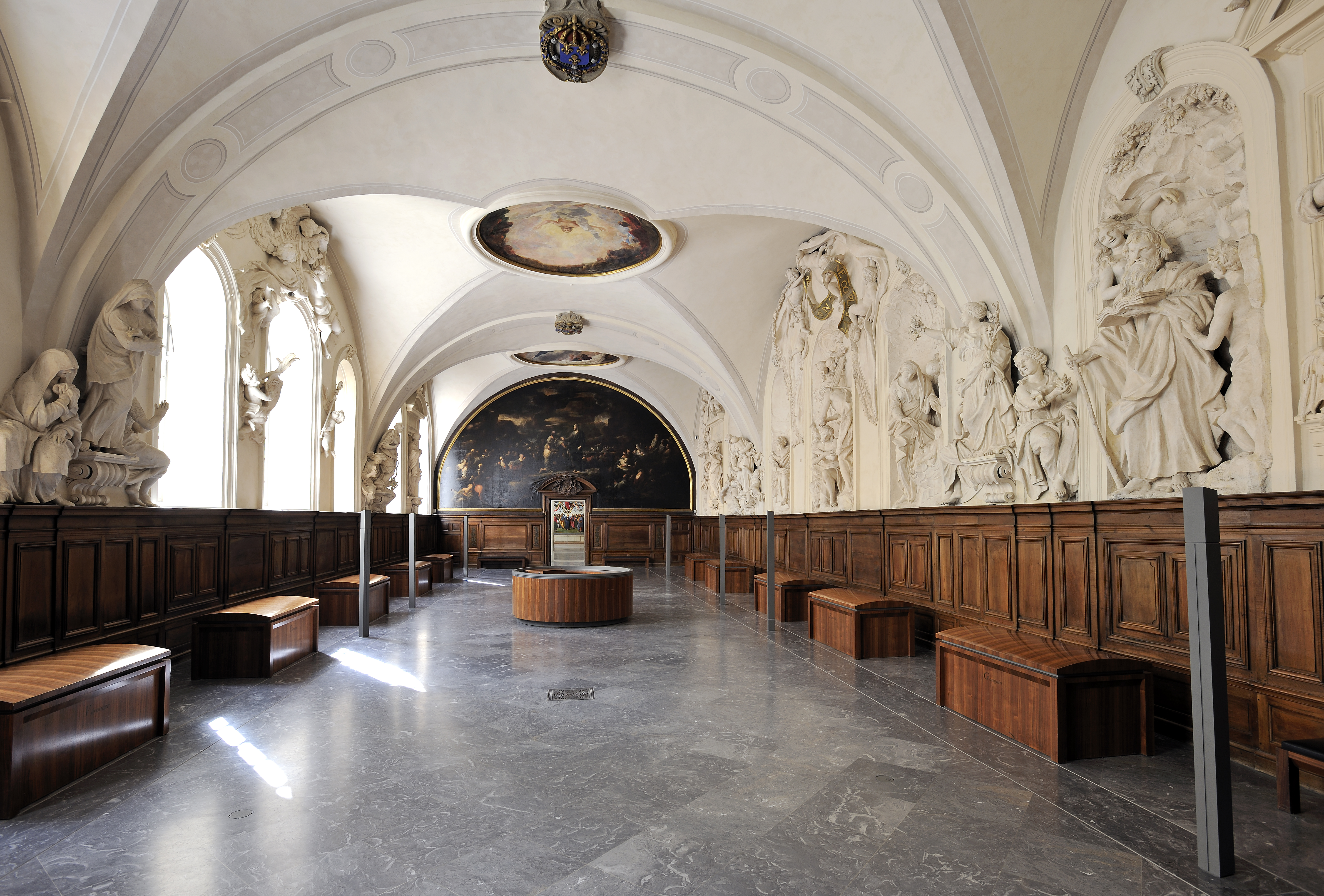
Vue du réfectoire côté Multiplication des pains.
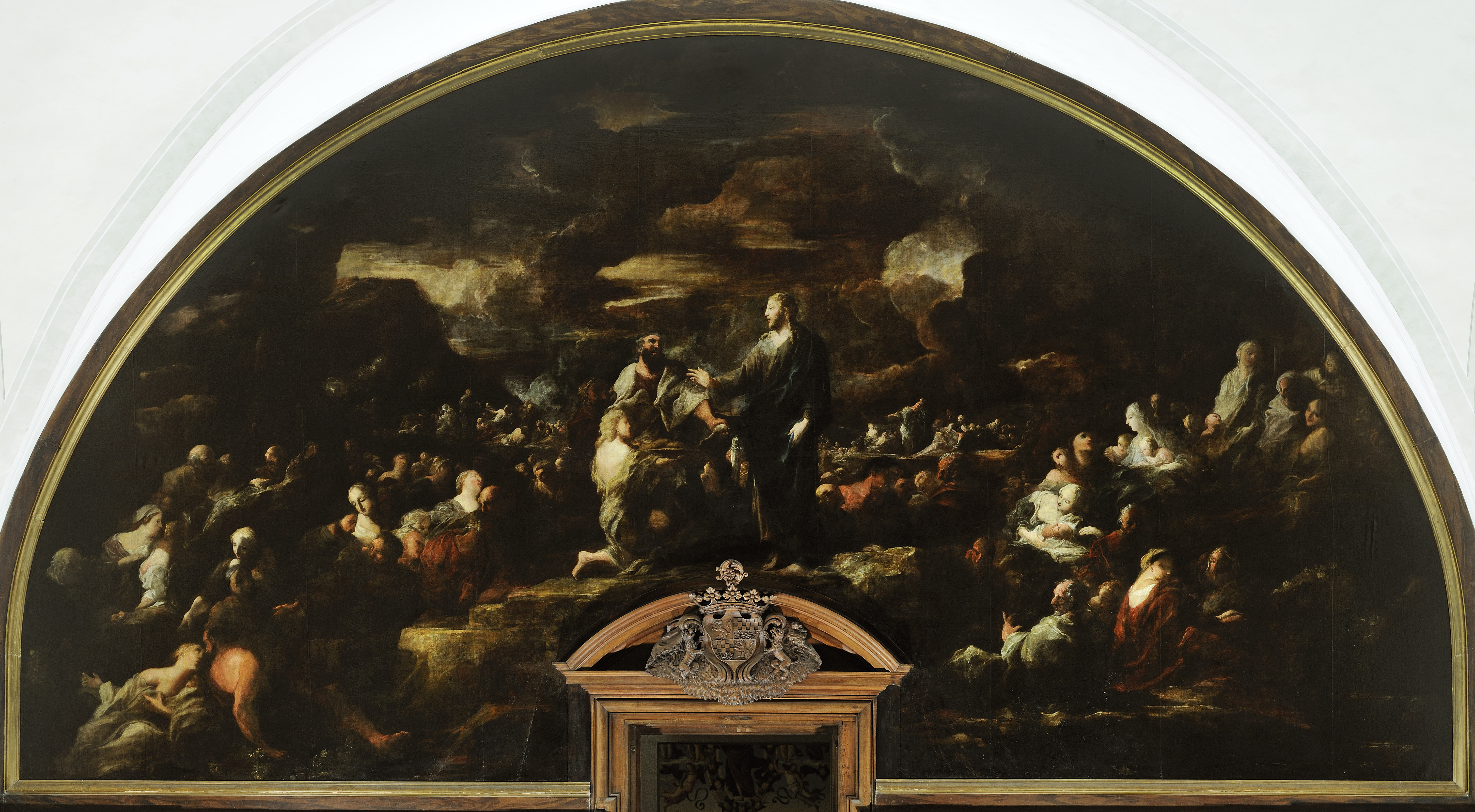
La Multiplication des pains, Louis Cretey (vers 1680-1696).
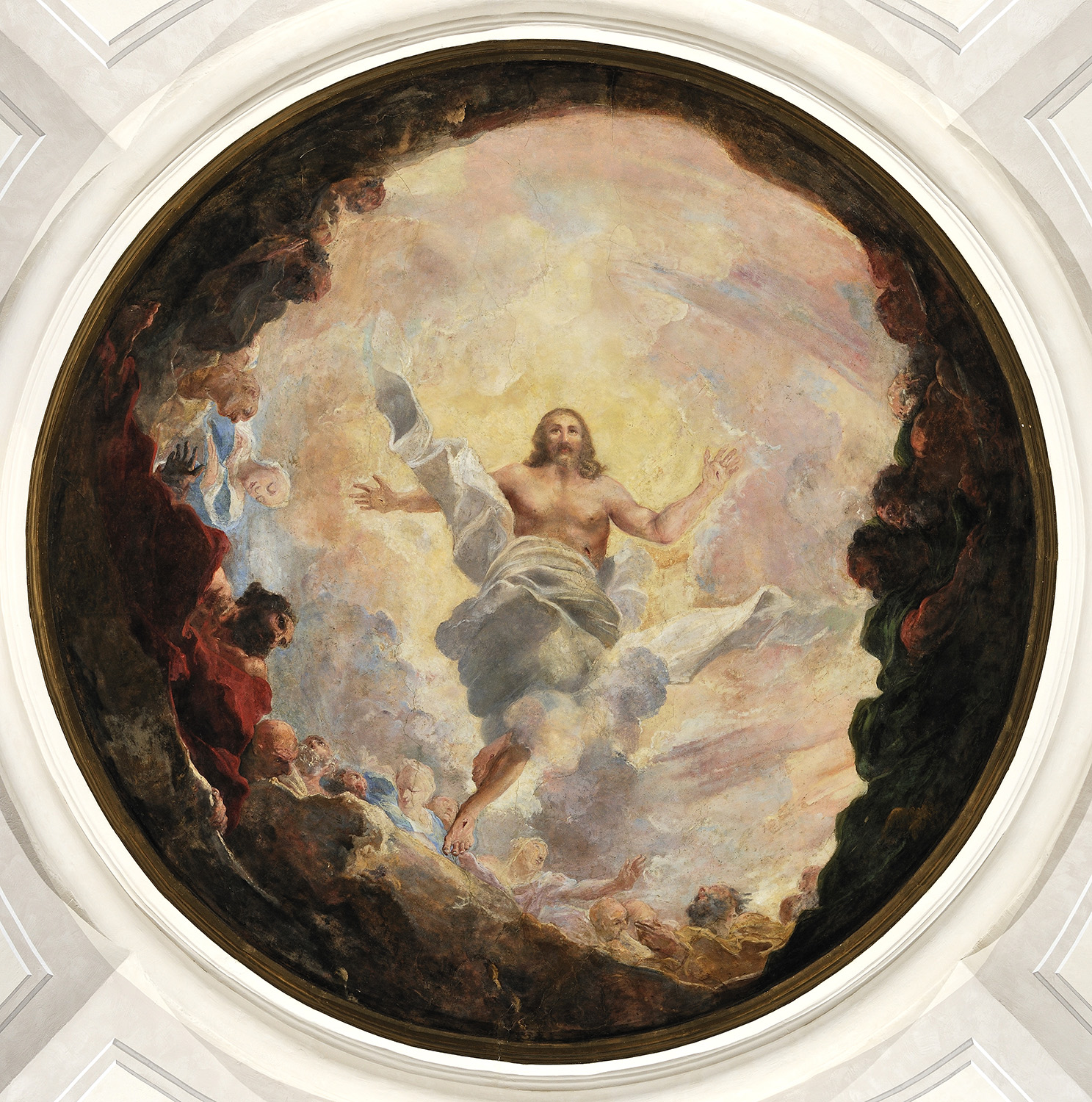
L'Ascension du Christ.
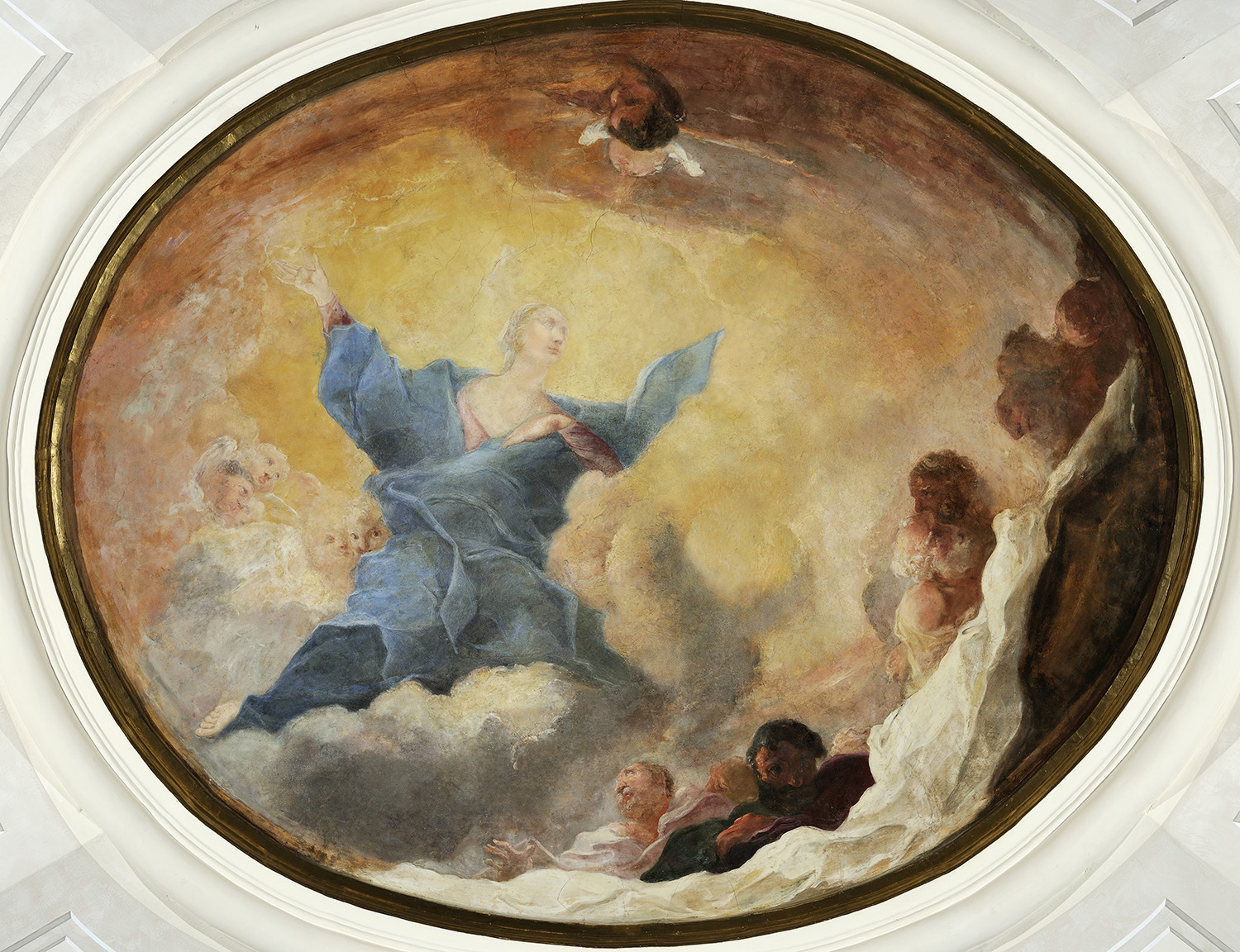
L'Assomption de la vierge.
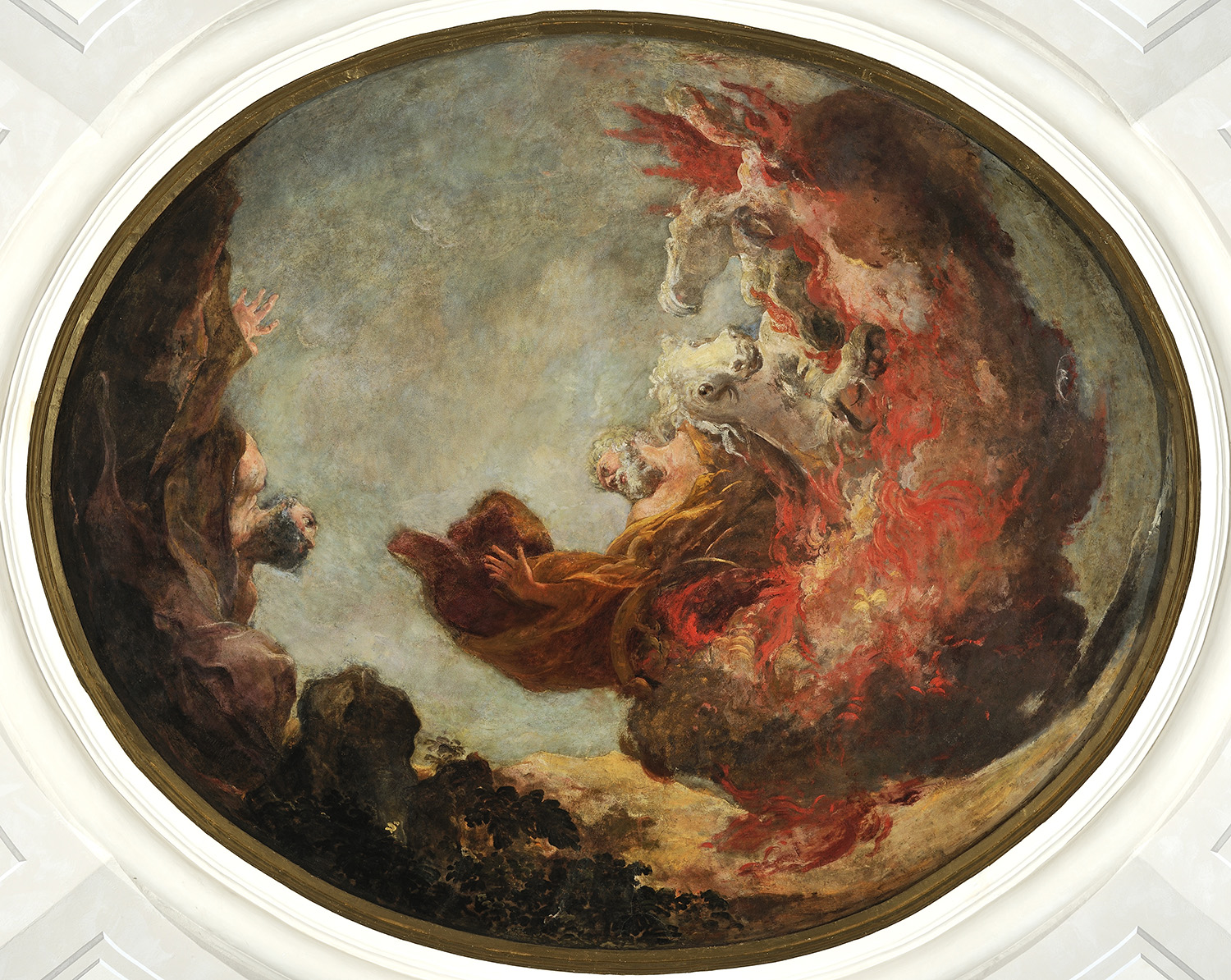
Le Prophète Élie enlevé au Ciel sur un char de feu.

### Second séjour romain et mort
La dernière mention de la présence de Cretey à Lyon date du 22 novembre 1696. Il assiste alors à l'enterrement de sa belle-sœur en compagnie de son fils. À la fin de sa vie, en 1700 et 1702, il est à nouveau présent à Rome. On ne sait pas s'il est mort là-bas ou bien s'il est retourné en France, à Lyon ou peut-être à Paris. Seul le rapprochement de certaines œuvres de Cretey avec des peintures de Giovanni Battista Gaulli réalisées dans la première décennie du XVIIIe siècle (notamment L'Adoration des bergers de Cretey conservée au musée Granet d'Aix-en-Provence, qui emprunte des éléments à deux toiles de Gaulli, Le Sacrifice d'Isaac et Le Sacrifice de Noé du High Museum of Art d'Atlanta) permettent de penser qu'il est probablement resté à Rome jusqu'à sa mort, survenue peut-être même après 1710.
Des recherches récentes font penser qu'il est mort en 1713 à Gentilly

## Style
Le style de peinture de Cretey est unique et se démarque de celui des artistes de son temps. Loin de Paris, il se rattache plus fortement au milieu romain qu'à l'atticisme alors en vogue en France, et l'exemple de Poussin ne semble pas l'avoir influencé, bien qu'il ait eu connaissance de son art à Rome. Cretey préfère la couleur au dessin et pratique une touche libre, large et empâtée que l'on retrouve chez d'autres artistes italiens de sa génération comme Gaulli ou Ciro Ferri. Mais aussi bien son style, plus excentrique que celui de ses contemporains romains que les sujets parfois énigmatiques qu'il représente, font de lui un artiste atypique dans le panorama de la peinture de la seconde moitié du XVIIe siècle. Cretey ne s'est jamais contenté de reprendre des modèles en les copiant et il a, au contraire, développé un profil stylistique qui lui est propre, poussant à l'extrême les effets de contraste, les raccourcis et les déformations anatomiques. Le style qu'il développe, expressif et puissant, est sans équivalent dans la peinture française du XVIIe siècle : la facture de ses tableaux est caractérisée par l'audace du coup de pinceau et une virtuosité certaine, des effets fortement dramatiques comme dans l'éclairage parfois violent des personnages, en contraste avec un arrière-plan très sombre, et ses compositions ont souvent été qualifiées d'étranges ou de déroutantes, si bien que l'on a parfois du mal à identifier le véritable sujet de ses tableaux.
Peintre cultivé, il affectionne les sujets bibliques ou mythologiques rares et énigmatiques, la représentation de saints peu connus. L'abbé Jacques Pernetti écrivait d'ailleurs au sujet de Cretey en 1757 qu'il était « un peintre assez difficile à définir ». Le style atypique des œuvres de Cretey, alors qu'il avait lui-même sombré dans l'oubli au XIXe et au XXe siècle, fait qu'elles ont parfois été attribuées à des peintres rococo comme Jean-Honoré Fragonard ou des allemands et autrichiens comme Franz Anton Maulbertsch ou Paul Troger, ce qui montre, par delà son siècle, la parenté de son style avec l'expressivité et la liberté d'œuvres peintes en Europe au milieu du XVIIIe siècle .

## Œuvres
Cette liste répertorie quelques œuvres de la soixantaine connue de Louis Cretey :

### Œuvres dans les collections publiques
À la Cité du Vatican
- Musées du Vatican : Le Baptême du Christ, huile sur toile, 94 × 130 cm ;

Aux États-Unis
- Detroit, Institute of Arts : La Nativité, huile sur toile, 58,1 × 74,9 cm ;

En France
- Aix-en-Provence, musée Granet :
  - La Fuite en Égypte, huile sur toile, 96 × 71 cm ;
  - L'Adoration des bergers, huile sur toile, 112 × 94 cm ;
- Lyon, église Saint-Augustin : Saint Augustin et l'enfant, vers 1684, transept gauche. Scène où l'évêque d'Hippone, cherchant à percer le mystère de la Trinité, découvre l'inutilité de sa démarche en apercevant un enfant qui cherche à vider la mer avec une coquille ;
- Lyon, église Sainte-Blandine : Le Christ et les Pèlerins d'Emmaüs, 1683, huile sur toile, 235 × 277 cm ;
- Lyon, musée des Beaux-Arts :
  - Scène de sorcellerie ou Bacchanale, huile sur toile ;
  - Saint Guillaume d'Aquitaine, huile sur toile, 184 × 240 cm ;
  - La Vision de saint Jérôme, huile sur toile, 175 × 239 cm ;
  - Le Christ au Jardin des Oliviers, huile sur toile, 95,5 × 119,5 cm ;
  - La Fuite en Égypte, huile sur toile, 80 × 100 cm.
- Marseille, musée des Beaux-Arts : Le Christ déposé après la Flagellation, huile sur toile, 171 × 118 cm ;
- Paris, musée du Louvre : Déborah exhortant Barak à combattre les armées de Sisara, huile sur toile, 104 × 139,5 cm[5] ;
- Rennes, musée des Beaux-Arts : Crucifixion de saint Pierre, huile sur toile, 133 × 94 cm, signé « Ludovicus Cretey/Lugdunensis/Pinxit Roma/16… » ;
- Sassenage, château de Sassenage : Vénus demande des armes à Vulcain pour Enée, vers 1683-1687, huile sur toile, 383 × 248 cm ;
- Sens, musée de Sens : Marysas et Olympos, 1671, huile sur toile, 41 × 33 cm, signé « Cretey Romae 1671 » ;
- Tours, musée des Beaux-Arts : La Pêche de Tobias, huile sur toile, 66 × 75 cm ;

En Italie
- Rome, palais Barberini, Galerie nationale d'art ancien :
  - La Décollation de Saint Jean-Baptiste, huile sur toile, 172 × 119 cm ;
  - Saint Roch soigné par un ange, huile sur toile, 94 × 130 cm ;
  - L'Éducation d'Achille par le centaure Chiron, huile sur toile, 64 × 78 cm.

### Œuvres dans des collections particulières
- Angleterre : L’Ascension du Christ, huile sur toile, 168 × 120 cm ;
- France, collection Michel Descours :
  - La Vision de saint Jérôme, huile sur toile, 150 × 127 cm ;
  - Paysage montagneux, huile sur toile, 65 × 100 cm ;

## Expositions
La première exposition monographique consacrée à Louis Cretey a eu lieu au musée des Beaux-Arts de Lyon, du 22 octobre 2010 au 24 janvier 2011. Conçue et organisée par Pierre Rosenberg et Aude Henry-Gobet, elle a permis de faire la lumière sur ce peintre oublié et d'établir le catalogue raisonné de son œuvre. À l'occasion de l'exposition, le décor du réfectoire du Palais Saint-Pierre a été restauré.